# Basta (álbum)
Basta es el quinto álbum de la banda chilena Quilapayún, publicado en 1969. Fue el primer álbum de estudio de la banda cuya dirección musical no estuvo a cargo del cantautor Víctor Jara.

## Lista de canciones
| N.º | Título                         | Letras                              | Música                              | Duración |  |
| 1.  | «A la mina no voy»             | popular colombiana                  | popular colombiana                  |          |  |
| 2.  | «La muralla» (1a grabación)    | Nicolás Guillén                     | Quilapayún                          |          |  |
| 3.  | «La gaviota»                   | Julio Huasi                         | Eduardo Carrasco                    |          |  |
| 4.  | «Bella ciao»                   | popular italiana                    | popular italiana                    |          |  |
| 5.  | «Coplas de baguala»            | popular argentina                   | popular argentina                   |          |  |
| 6.  | «Cueca de Balmaceda»           | popular                             | popular                             |          |  |
| 7.  | «Por montañas y praderas»      | himno de los guerilleros soviéticos | himno de los guerilleros soviéticos |          |  |
| 8.  | «La carta»                     | Violeta Parra                       | Violeta Parra                       |          |  |
| 9.  | «Carabina 30-30»               | de la revolución mexicana           | de la revolución mexicana           |          |  |
| 10. | «Por qué los pobres no tienen» | Violeta Parra                       | Violeta Parra                       |          |  |
| 11. | «Patrón»                       | Aníbal Sampayo                      | Aníbal Sampayo                      |          |  |
| 12. | «Basta ya!»                    | Atahualpa Yupanqui                  | Atahualpa Yupanqui                  |          |  |

## Créditos
Quilapayún
- Eduardo Carrasco
- Carlos Quezada
- Willy Oddó
- Patricio Castillo
- Hernán Gómez
- Rodolfo Parada